# Wilson Romão
Wilson Brandi Romão ComMM (Andrelândia, 13 de setembro de 1930) é um militar brasileiro.
Filho de José Pereira Romão e Hilda Brandi Romão.
Foi ministro interino da Agricultura no governo Itamar Franco, de 25 de maio a 5 de junho de 1993 e 16 a 17 de junho de 1993.
Admitido à Ordem do Mérito Militar, Romão foi promovido em julho de 1993 ao grau de Comendador suplementar.
De 14 de janeiro até 9 de julho de 1993, Wilson Brandi Romão fora presidente da CONAB, substituindo o interino Célio Brovino Porto. 